# Gössen
Gössen ist ein Gemeindeteil der Gemeinde Trogen im Landkreis Hof (Oberfranken, Bayern). Gössen liegt in der Gemarkung Trogen.

## Geografie
Anstelle der mittlerweile wüst gefallenen Einöde befinden sich Photovoltaikanlagen und ein Windpark direkt am Autobahndreieck Hochfranken. Eine Gemeindeverbindungsstraße führt nach Ziegelhütten (0,6 km südöstlich) bzw. nach Trogen zur Kreisstraße HO 13 (1,8 km südwestlich).

## Geschichte
Von 1797 bis 1810 unterstand Gössen dem Justiz- und Kammeramt Hof. Infolge des Ersten Gemeindeedikts wurde Gössen dem 1812 gebildeten Steuerdistrikt Trogen und der zugleich entstandenen Ruralgemeinde Trogen zugewiesen.

### Einwohnerentwicklung
| Jahr      | 1819  | 1861  | 1871  | 1885   | 1900   | 1925   | 1950   | 1961   | 1970   | 1987  |
| Einwohner | 11    | 17    | 13    | 10     | 9      | 5      | 5      | 10     | 5      | 6     |
| Häuser    |       |       |       | 2      | 1      | 1      | 1      | 1      |        | 1     |
| Quelle    | [ 5 ] | [ 8 ] | [ 9 ] | [ 10 ] | [ 11 ] | [ 12 ] | [ 13 ] | [ 14 ] | [ 15 ] | [ 1 ] |

## Religion
Gössen war evangelisch-lutherisch geprägt und gehörte zur Kirchengemeinde Trogen.